# Кенедугу (держава)
Кенедугу (1650—1898) — держава на Заході Африки, що утворилася внаслідок занепаду імперії Сонгаї. Протягом існування вела численні війни проти сусідів. Була підкорена Францією 1898 року.

## Історія
Було утворено в 1650-х роках навколо племен сенуфо. Засновником держави став Нанка Траоре, який поклав початок династії Траоре. Через численні традиційні поганські вірування держава знаходилося в постійному протистоянні з північними мусульманськими племенами. Втім, незважаючи на це, в порівнянні з сусідніми державами, Кенедугу знаходилося більшу частину своєї історії в стані відносного миру.
Піднесення починається наприкінці XVIII ст. Найбільшої потуги держава досягла за правління фаами Даули II
У другій половині XIX століття почало відчувати загрози від колоніальних амбіцій Франції та агресивної політики Саморі, володаря держави Васулу. За цих обставин фаама Тіба переніс столицю до міста Сікассо, подалі від кордону. У 1877 році там побудував тат (форт) Мамелон. 1887 року тут витримав облогу військ Саморі, а потім французів. 1890 року незважаючи на спроби Альбурі, буурби Волофу, об'єднати держави Західної африки, проти Франції, через постійний конфлікт з Саморі, цього не вдалося.
Після захоплення французькими військами держав тукулерів і Волофу у 1893 році французи почали потужні кампанії проти Кенедугу. Фаама Бабемба успішно відбивав напади французьких колоніальних сил до 1897 року, коли супротивнику підкорилися усі держави в регіоні. 1898 року Сікассо після запеклого штурму було захоплено. Бадемба наказав вбити себе. Кенедугу було приєднано до новоствореної колонії Французький Судан.

## Устрій
Вища влада перебувала у фаами (володаря), що спирався на раду знаті. На початку XIX ст. фаамою Ніанамагою затвердили закон, відповідно до якого вирішено, що спадкоємство мало здійснюватися в порядку першородства, з почерговістю членів старшої і молодшої гілки панівної династії Траоре.

## Економіка
Основу становило розвинене сільське господарство. Вигідне географічне розташування забезпечувала Кенедугу роль важливого торговельного вузла в торгівлі між північчю і півднем.